# Kalvárka (Jičínská pahorkatina)
Kalvárka (241 m n. m.) je neovulkanický vrch v okrese Mladá Boleslav ve Středočeského kraje, ležící asi 2 km vsv. od Bakova nad Jizerou, na katastrálním území vesnice Horka.

## Popis vrchu

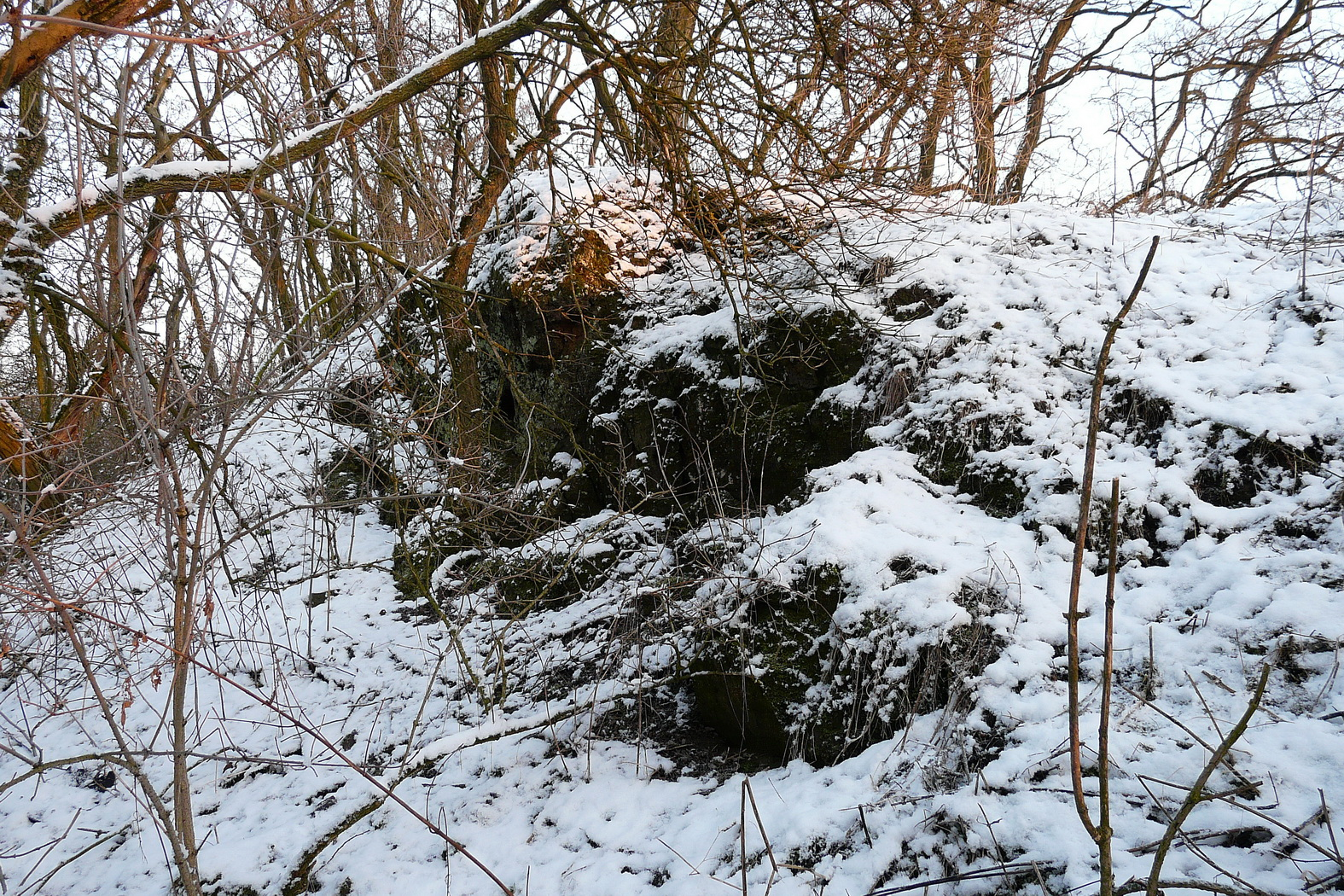
Skalky kamenolomu na Kalvárce

Od hranic lesíka jsou málo vyvýšené výhledy na okolní plošinu, vrch Baba a Bezděz. 740 metrů na JJZ leží sesterský vrch Jezírka.

## Geomorfologické členění
Vrch náleží do celku Jičínská pahorkatina, do podcelku Turnovská pahorkatina, do okrsku Mnichovohradišťská kotlina, do podokrsku Bakovská kotlina.

## Přístup
Na vrchol nevede žádná cesta, musí se projít polem, v sezóně těžko prostupným. Jihozápadním úpatím vede dálnice D10 s exitem Bakov – Kněžmost. Poblíž exitu ve směru na Bakov je možno nejblíže zanechat automobil.